# السينما السوفيتية الموازية
السينما السوفيتية الموازية هي نوع من الأفلام والحركة السينمائية السرية التي حدثت في الاتحاد السوفيتي في السبعينيات فصاعدا. ارتبط مصطلح السينما الموازية (المعروف باسم  موز كينو) لأول مرة بأفلام ساميزدات المصنوعة من نظام الدولة السوفيتي الرسمي. تعتبر الأفلام من الحركة الموازية طليعية وغير تقليدية ومدمرة سينمائيا.
المجموعتان الرئيسيتان ومؤسسو الحركة السينمائية الموازية هما يفغيني يوفيت والواقعة الناقية افي لينينغراد (المعروفة الآن باسم سانت بطرسبرغ)، ودائرة الإخوة ألينيكوف في موسكو. حققت هاتان المجموعتان شهرة هائلة في روسيا في الثمانينيات - وأثناء تفكك الاتحاد السوفيتي - لمشاركتهما في حركة السينما الموازية و «الاشتراكية المتأخرة».

## نظرة عامة

### منشأ
السينما السوفيتية الموازية هي فرع من حركة الأفلام التي اجتاحت الستينيات والسبعينيات في الهند تسمى السينما الهندية الجديدة – وتعرف أيضًا باسم الموجة الهندية الجديدة أو السينما الموازية. على غرار نظيرتها السوفيتية، حافظت على التركيز على الإنتاجات الشاذة التي تعاملت مع تمثيلات العالم الحقيقي للمجتمع بما في ذلك السياقات الاجتماعية والثقافية والسياسية. تم تبنيها بقوة باستعمال مواضيع وأساليب وأعمال الواقعية الجديدة.
يستمد إدخال السينما الموازية من استوديوهات أفلام الهواة وورش العمل التي كانت سائدة في الثقافة السوفيتية في ذلك الوقت. خلال عام 1957، شكل نظام الدولة السوفيتي تمويلًا لتقديم الدعم لصانعي الأفلام المحترفين وبعد ذلك لورش عمل أفلام الهواة. فرض ذلك تنظيم الولايات ومراقبتها على التوزيع الأيديولوجي في الصناعة. أنشأت الدولة السوفيتية نظامين لصناعة الأفلام: أول سينما احترافية خاضعة للرقابة أو لجنة الدولة للتصوير السينمائي تسمى جوسكينو، واستوديوهات أفلام الهواة. تصنف الأفلام المنتجة خارج هذه الأنظمة الرسمية في عالم «السينما الموازية». كانت الأفلام المنتجة في هذا العصر خارجة عن سيطرة الولايات وبالتالي فهي، محظورة. استخدم المصورون السينمائيون الموازيون، مثل يفغيني يوفيت والأخوين ألينيكوف، مرافق استوديو نوادي أفلام الهواة وورش العمل لإنتاج أفلامهم. لا يزال نادي لينينغراد لأفلام الهواة - الذي يستخدمه يفغيني يوفيت وأكثر من ذلك – موجودًا تحت اسم نادي سانت بطرسبرغ لهواة السينما والفيديو. مع تضاؤل الضوابط السياسية في الثمانينيات مع تحولات السلطة، تم اجتياح ورش أفلام الهواة بإنتاج سينمائي مواز. تمثل الحركة الموازية أول تدفق كبير للتعبير الإبداعي في الثقافة السوفيتية منذ ثورة ما بعد الثورة الروسية في عشرينيات القرن العشرين.

### الخلفية
تم تصنيف أفلام الحركة السينمائية السوفيتية الموازية تحت مظلة الفن والأدب المنشور ذاتيًا للدولة السوفيتية المسمى ساميزدات. تم اعتبار ساميزدات ممنوعًا وغير متاح للتوزيع بسبب المثل العليا المتمردة والأيديولوجيات البديلة للاتحاد السوفيتي. أظهرت جميع أشكال الساميزدات تحديًا للمحتوى الموزع الذي تنظمه الحكومة لأنه يجسد معارضة سياسية وخطابًا مفتوحًا يهدف إلى تفكيك الإمبراطورية السوفيتية. في نطاق المصطلح، يتم وصف السينما الموازية، أو الكينو الموازية، بأنها ساميزدات سينمائية.
كانت الحركة السينمائية الموازية في الدول السوفيتية مصحوبة بأدخال مجلة سينمائية، أو ساميزدات، تسمى سينما-فانتوم.  تم تأسيس سينما-فانتوم على يد جليب ألينكوف وإيغور ألينكوف (المعروفين بإخوان ألينكوف) في الثمانينيات. منذ ذلك الحين وقفت سينما-فانتوم كمهرجان سينمائي وبيت اجتماعات وحاليًا كمسرح.  كانت سينما-فانتوم مجلة فنية مصنوعة يدويًا كرست لنشر قضايا وتطورات السينما - لا سيما فيما يتعلق بالسينما الموازية. تم إنشاء المجلة ونشرها في الأصل فقط لأصدقاء الشقيقين، ومع ذلك، فقد اكتسبت شعبية في الجزء الأخير من الثمانينيات وانتشرت على نطاق واسع في جميع أنحاء روسيا.  اشتهرت بغلافها الأزرق المميز. كانت المجلة أول من أنشأ التغييرات في السينما السوفيتية بمصطلح «السينما موازية»كما ظهر في عدد مأخوذ من الموسوعة. خلال حركة السينما السوفيتية الموازية، بدأ صانعو الأفلام في إنتاج أفلام مستقلة عن نظام الإنتاج السوفيتي الرسمي.  ومن ثم، كانت سينما-فانتوم نقطة محورية لهؤلاء المخرجين ولصانعي الأفلام الطليعية.
في حين أن الإنتاج الفني الذي حددته الدولة كان قائمًا على عقيدة الواقعية الاجتماعية، فإن حركة السينما الموازية تحدت البناء بقوة تخريبية. المجموعتان الأكثر شهرة ومؤسسو الحركة السينمائية الموازية هما يفغيني يوفيت والناخريون في لينينغراد، ودائرة الإخوة ألينيكوف في موسكو. أسس يفغيني يوفيت النوع الفرعي للعبادة المسمى الواقعية الكلية، والتي اعتمدها أتباع الحركة في جميع أنحاء لينينغراد. تفهم الواقعية غير الإرهابية على أنها محاكاة ساخرة للواقعية الاجتماعية من خلال التلاعب بالألفاظ والتورية. يشير المصطلح إلى أن حقيقة النظام كانت الموت. يشير هذا المصطلح أيضًا إلى ترقب نهاية الراديكالية حزب العمل الاشتراكي الديمقراطي الروسي، أو البلاشفة.  تركز الأفلام التي تتبنى هذه الأيديولوجية في المقام الأول على الموضوعات المظلمة والفكاهة السوداء والصور أحادية اللون ومفاهيم العبث. ركز علماء الأرواح على تحدي الطرق التي تم بها تمثيل الموت في جميع أنحاء الثقافة السوفيتية، وتحديداً من خلال الجوانب المحظورة مثل العنف الشديد أو الانتحار أو تحلل الجسد. في ذلك الوقت، استضافت لينينغراد عددًا كبيرًا من المجموعات السرية وكان السرياليين هم الأكثر شهرة وانتشارًا. تم تأسيس السرياليين خارج حركة أفلام الهواة، ومع ذلك، لم يتم فصلهم تمامًا عنها لأن صانعي الأفلام الفرديين ابتكروا أفلامهم في استوديوهات النقابات العمالية ونادي لينينغراد السينمائي للهواة.